# سيرين القاضية
سيرين بنت علي بن مصطفى القاضية (22 نوفمبر عام 1957 - )؛ باحثة وناشطة نسوية عمانية، تحمل شهادة بكالوريوس آداب، وهي مستشارة سابقة لوزيرة شؤون الطفولة، إضافة إلى أنها شغلت سابقًا رئاسة قسم الثقافة والإعلام وكانت نائبة مديرة دائرة شؤون المرأة والطفل العمانية.

## النشأة والتعليم
ولدت بمسقط في 22 نوفمبر عام 1957 في منطقة وادي الصغير. والدها هو علي مصطفى القاضي مدير المدرسة السعدية بمسقط من عام 1953 إلى 1970. ثم أصبح مدير التعليم العام في أول وزارة شكلت عام 1970.
درست القرآن الكريم على يد الأستاذة عصرية. التحقت بالمدرسة الابتدائية في بيروت بلبنان. درست المدرسة الإعدادية والثانوية في أبو ظبي بالإمارات العربية المتحدة. حصلت على مؤهل بكالوريوس آداب بقسم علم الاجتماع، تخرجت في عام 1980 من الجامعة الأردنية.

## التدرج الوظيفي
شغلت بين عامي 1980 و1982 منصب أخصائية شؤون المرأة، ثم بين عامي 1982 و1983 عملت رئيسة لقسم الثقافة والإعلام، وبين عامي 1983 و1985 عملت نائبة لمديرة دائرة شؤون المرأة والطفل، وبين عامي 1985 و1990 عملت مديرة لدائرة الدراسات والإحصاء في وزارة الشؤون الإجتماعية، وبين عامي 1990 و2001 عملت مديرة دائرة الجمعيات والأندية الاجتماعية، ثم بين عامي 2001 و2008 عملت في المديرية العامة لشؤون المرأة والطفل، وفي أكتوبر 2008 إلى مارس 2017 عملت مستشارة الوزيرة لشؤون الطفولة ثم تقاعدت عن العمل في في ذلك العام.

## المؤتمرات والندوات
شاركت سيرين القاضي في العديد من المؤتمرات والندوات، منها مؤتمر الطفل العربي في تونس عام 1980. والندوة التقييمية لبرامج المسؤولية الوالدية في البحرين عام 1982 والاجتماع العربي لوضع خطة عربية موحدة لتنفيذ توصيات المؤتمر العالمي للمرأة بنيروبي في الأردن عام 1996. وندوة الإرشاد النفسي والمهني من أجل توعية أفضل لحياة الأشخاص ذوي الاحتياجات الخاصة في مسقط في أبريل 1999. وندوة العمل التطوعي بين التعريف والواقع في مسقط في أكتوبر 2000. والمؤتمر العربي رفيع المستوى لحقوق الطفل في تونس في يناير 2004. وكانت رئيسة لجنة الإعداد للاحتفال بيوم الأسرة العربية في مسقط عام 2004 ورئيسة لجنة الإعداد والتنفيذ لملتقى الأطفال العرب في مسقط عام 2006 وحضرت اجتماع لجنة دراسة وتقييم واقع وبرامج ثقافة الطفل وكيفية تطويرها الامانة العامة لمجلس التعاون لدول الخليج العربية (مكتب شؤون الهيئة الاستشارية للمجلس الأعلى) في المملكة العربية السعودية في 4 سبتمبر 2013 وشاركت في المنتدى الدولي الأول للقيادات النسائية في الدول العربية ودول أمريكا الجنوبية في ليما بجمهورية بيرو خلال الفترة من 7 إلى 9 أبريل عام 2014.

## الدراسات والبحوث
لقد قامت بالمساهمة وإعداد العديد من البحوث والدراسات، منها: عضو لجنة التخطيط ولجنة الأشراف على دراسة أثر المربيات الأجنبيات على خصائص الأسرة العمانية عام 1983. وإعداد دراسة حول بيبغلورافيا المرأة العمانية بالتنسيق مع مركز المرأة العربية للتدريب والدراسات ضمن مشروع دراسة بيبغلورافيا المرأة العمانية عام 2000. كانت رئيس فريق إعداد دراسة حول المرأة والعمل الاجتماعي للإستراتيجية الوطنية لتقدم المرأة العمانية بين عامي 2001 و2003، وعضو فريق إعداد الدليل التدريبي حول إدارة العملية الانتخابية عام 2015 بالإضافة إلى أنها رئيس الفريق الفني لإعداد دراسة «الأولويات المجتمعية لجمعية المرأة العمانية بمسقط» بين عامي 2018 و2019.

## عضويات
لديها العديد من العضويات، منها: عضو مؤسس لجمعية المرأة العمانية بمسقط عام 1972 (العضوية مستمرة) وعضو سابق في مجلس إدارة جمعية المرشدات. وعضو لجنة ثقافة الطفل في اللجنة الوطنية لرعاية الطفولة عام 1986-1994. وعضو ومقرر لجنة تنسيق العمل النسائي التطوعي عام 1998-2001. وعضو مؤسس لجمعية الاجتماعيين بمسقط سبتمبر عام 2002. وعضو اللجنة الوطنية لمتابعة تنفيذ برنامج الخطة العربية للتربية على حقوق الإنسان عام 2010 إلى 2016. وعضو في اللجنة الفنية لجائزة السلطان قابوس للعمل التطوعي في وزارة التنمية الاجتماعية عام 2017 إلى 2019.

## التكريم
حصلت على تكريم وشهادة تقدير في مجال تنمية وتطوير دور المرأة العمانية في خدمة مجتمعها بمناسبة الاحتفال بالعيد الوطني الخامس عشر بوزارة التنمية الاجتماعية نوفمبر عام 1985. ثم حصلت على تكريم جمعيات المرأة العمانية عام 2004 كرمت في الاحتفال بيوم المرأة العمانية عام 2010 وبالإضافة أنها حصلت على تكريم ضمن تكريم العضوات المؤسسات لجمعية المرأة العمانية بمسقط 23 نوفمبر عام 2011.